# Предивно створење (стрип)
Предивно створење је епизода Дилан Дога објављена у свесци бр. 121. у издању Веселог четвртка. Свеска је објављена 18.05.2017. Коштала је 270 дин (2,19 €; 2,44 $). Имала је 94 стране.

## Оригинална епизода
Оригинална епизода под називом La magnifica creatura објављена је у бр. 330. оригиналне едиције Дилана Дога која је у Италији у издању Бонелија изашла 27.02.2014. Епизоду је нацртао Марко Николи, сценарио написао Ђанкарло Маркано, а насловну страну нацртао Анђело Стано. Коштала је 3,5 €.

## Претходна и наредна епизода
Претходна епизода носила је наслов ...и буди леп леш (бр. 120), а наредна Смрт није довољна (бр. 122).